# 길버트 베이커
길버트 베이커(Gilbert Baker, 1951년 6월 2일 ~ 2017년 3월 31일)는 미국의 예술가, 동성애 인권 운동가이다. 1978년 무지개기를 처음 디자인하였다.
베이커의 깃발은 성소수자 인권 단체와 연관이 깊어져, 처음 만들어진 이래로 몇십년 간 게이 프라이드의 상징으로 어디에나 등장하게 되었다. 캘리포니아주 상원 의원 스콧 위너는 베이커가 "현대 성소수자 운동의 정의를 도왔다"라고 평하였다.
2015년 근대미술관은 무지개기를 국제적으로 인정받는 상징으로 선정하였다.

## 배경
베이커는 1951년 6월 2일, 캔자스주 샤누트에서 태어나, 할머니가 소유한 여성 의류 매장이 있는 파슨스에서 자랐다. 아버지는 판사였고 어머니는 교사였다.
베이커는 1970년부터 1972년까지 미국 육군에서 복무하였는데, 동성애자 인권 운동이 시작되던 샌프란시스코에 주둔하였다. 그는 군대에서 명예 제대 후 바느질을 배웠고, 자신의 기술을 이용해 동성애자 인권과 반전 시위 행진을 위한 현수막을 만들었다. 이 시기에 그는 동성애자 정치인으로 유명했던 하비 밀크와 만났고 서로 친구가 되었다. 또한 그는 게이 드래그 활동가 단체 영원한 방종의 자매들에 가입하였다. 그는 단체의 영상과 사진이 보수 기독교인의 노력에 이용당했음을 언급하며 "처음에는 화려하고 정치적이었지만, 자매들이 더욱 조직적으로 변하였을 때, 나는 보수의 도구가 되어 제리 폴웰을 위해 돈을 모으는 게 되었고, 그래서 멈추게 되었다"라고 말하였다.
베이커는 1978년에 집단과 함께 최초로 무지개 깃발을 만들었다. 그는 이 깃발을 성소수자 공동체를 위한 상징으로 보고 상표권 등록을 거부하였다. 1979년, 베이커는 샌프란시스코의 포크 스트리트 남서부 모퉁이와 포크 걸치 인근의 포스트 스트리트에 위치했던 파라마운트 플래그 컴퍼니에서 일을 시작하였다. 베이커는 다이앤 파인스타인, 중국 총리, 프랑스와 베네수엘라, 필리핀 대통령, 스페인 왕 등을 위해 여러 전시를 디자인하였다. 또한 ,수많은 시민 행사와 샌프란시스코 게이 프라이드를 위한 작품을 디자인하였다. 1984년에는 민주당 전당 대회 깃발을 디자인하였다.
1994년 베이커는 뉴욕으로 이주하여 평생을 살았다. 이곳에서 그는 창조적인 작업과 행동주의를 이어나갔다. 이주한 해에는 1969년 스톤월 항쟁의 25주년을 기념하기 위해 당시 세계에서 가장 큰 깃발을 제작하였다.
2003년, 무지개기 25주년을 기념하기 위해 베이커는 멕시코만에서 키웨스트 대서양까지 이어지는 무지개기를 제작하였다. 기념식 이후, 그는 이 기를 조각으로 나누어 전세계 100여 개 이상의 도시로 보냈다. 베이커는 무지개기를 창조한 연유로 "베치 로스"의 이름을 딴 "버스티 로스"를 드래그 퀸 이름으로 종종 사용하였다.
베이커는 2017년 3월 31일 뉴욕에서 자신의 저택에서 잠을 자던 중 65세의 나이로 숨을 거두었다. 뉴욕 검시관은 그의 사망 원인을 고혈압 및 죽상경화성 심혈관 질환으로 발표하였다. 베이커가 사망하자, 캘리포니아주 상원 의원 스콧 위너는 베이커가 "현대 성소수자 운동의 정의를 도왔다"라고 말하며 추모하였다. 베이커를 기리고자 뉴페스트와 NYC 프라이드는 디자인 팀과 협력하여 무지개기에 영감을 얻은 무지개 글꼴 길버트(Gilbert)를 제작하였다.

## 깃발

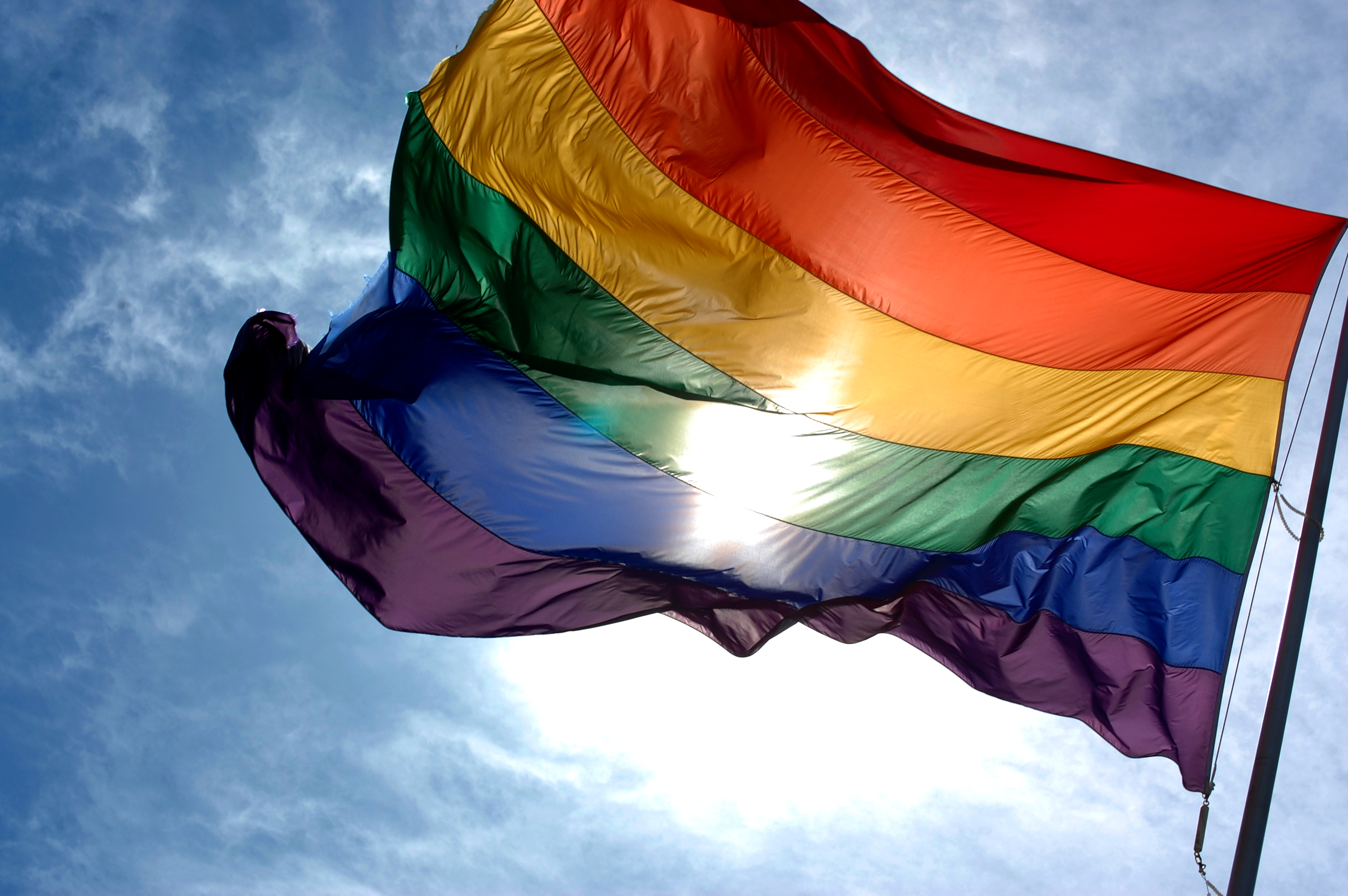
대부분이 널리 사용하는 자긍심기의 여섯 색상판. 1978년의 원래 깃발은 핫핑크와 청록의 두 줄이 추가되며, 대량 생산과 실용성을 이유로 제외하였다.

무지개기의 색상은 성소수자 공동체의 다양성을 반영한다. 베이커가 1978년 6월 25일 샌프란시스코 프라이드에서 첫 무지개기를 올렸을 때, 깃발에는 상징적인 의미를 지닌 여덟 가지 색상이 들어갔다.
| 핫핑크 |  | 성   |
| 빨강   |  | 삶   |
| 주황   |  | 치유 |
| 노랑   |  | 햇빛 |
| 초록   |  | 자연 |
| 청록   |  | 예술 |
| 남색   |  | 조화 |
| 보라   |  | 정신 |

서른 명의 자원봉사자는 베이커가 샌프란시스코의 330 그로브 스트리트의 게이 커뮤니티 센터의 가장 높은 층 다락 회랑에서 최초의 두 깃발을 손염색하고 꿰매는 것을 도왔다. 공용 세탁기에 염료를 넣으면 안되었기에 그들은 늦은 밤까지 옷에 묻은 염료를 씻어내기 위해 기다렸고, 떠난 뒤에 세탁기에 염소 표백제를 넣었다.
깃발의 디자인은 사용할 수 있는 다양한 직물로 인해 몇 번의 개정을 거치며 색상이 없어지거나 다시 더해졌다. 2008년 기준으로, 가장 보편적으로 변형된 깃발은 빨강, 주황, 노랑, 초록, 파랑, 보라의 여섯 줄로 이루어진다. 베이커는 이 구성의 깃발을 "상업용 판"이라고 불렀는데, 대량 생산에 대한 실용적 고려로 인해 만들어졌기 때문이었다. 특히, 베이커가 무지개기의 대량 생산을 시작하기 위해 파라마운트 플래그 컴퍼니에 들어갔을 때는 너무 희귀하고 값이 비쌌던 핫핑크가 없어졌다. 1979년 게이 프리덤 데이 퍼레이드 전, 무지개기에 청록이 없어졌는데, 퍼레이드 조직위가 마켓 스트리트 양쪽의 밝은 기둥에서 두 쪽으로 나뉘어 깃발이 휘날리기를 원했기 때문에 절반으로 똑같이 나뉘도록 여섯 줄이 되었다.

## 미디어
2003년 베이커와 그의 키웨스트 프로젝트는 마리 조 페론의 장편 다큐멘터리 《레인보우 프라이드》의 주연이었으며, 국립 PBS에서 구입하여 뉴욕에서 WNET를 통해 최초 방영되었다. 베이커는 아카데미 수상작인 2008년 영화 《밀크》를 위해 원래의 무지개기를 개작하였으며, 영화 DVD 단편 영상에서 이 깃발에 대한 인터뷰가 실렸다.
2017년에는 더스틴 랜스 블랙의 When We Rise에서 베이커가 묘사되었다. 이 미니시리즈 2부에서 베이커의 캐릭터가 깃발을 꿰매는 모습을 보여주었으며, 이후 켄 존스에게 자신이 색상을 선택한 이유를 설명한다.

## 전시와 업적
베이커의 작품과 그와 관련된 역사적 물품들은 여러 주요 박물관과 기록 수집소에 전시되어 있다. 샌프란시스코의 GLBT 역사 학회(GLBT Historical Society)는 베이커가 1978년 무지개기를 만들 때 사용한 재봉틀 중 하나를 소유하고 있으며, 깃발 25주년을 기념하고자 여덟 줄로 디자인해 제작한 한정 개작판 중 하나도 가지고 있다. 2012년, 학회는 샌프란시스코 카스트로 지구 내 GLBT 역사 박물관의 후원으로 열린 무지개기의 역사 전시에서 이 두 깃발을 공개하였다. 2015년 뉴욕의 근대미술관은 큐레이터들이 크리에이티브 커먼즈 로고와 재활용 상징과 마찬가지로 국제적으로 인정받는 상징으로 선정한 디자인 컬렉션에 무지개기의 예시를 포함시켰다.

## 같이 보기
- 프라이드 플래그
- 길버트체
- 모니카 헬름스